# جان مور آلیسون
جان مور آلیسون (انگلیسی: John Moore Allison؛ ۷ آوریل ۱۹۰۵ – ۲۸ اکتبر ۱۹۷۸ (aged 73)) سیاست‌مدار اهل ایالات متحده آمریکا بود.
در ۲۶ ژانویه ۱۹۳۸، در طول دوره کشتار نانجینگ، آلیسون، کنسول وقت سفارت آمریکا در نانجینگ، توسط یک سرباز ژاپنی صورتش مورد اصابت قرار گرفت. این حادثه معمولاً به عنوان حادثه آلیسون شناخته می‌شود. سرکنسول ژاپن کاتسوئو اوکازاکی "در ۳۰ ژانویه رسماً عذرخواهی کرد (پس از اینکه آمریکایی‌ها این کار را خواستند). ایالات متحدهقبلاً کمتر از دو ماه قبل از این حادثه از حادثه پانای توسط ژاپن آسیب دیده بود.
آلیسون در طول جنگ جهانی دوم به عنوان کنسول در لندن خدمت می‌کرد. پس از تسلیم ژاپن، او از سال ۱۹۴۶ تا ۱۹۵۲ در پست‌های مختلف رهبری وزارت امور خارجه که ژاپن و خاور دور را پوشش می‌داد، خدمت کرد. آلیسون در تهیه پیش نویس معاهده سانفرانسیسکو که به‌طور رسمی به جنگ پایان داد، شرکت کرد و به عنوان دستیار جان فاستر دالس در طول مذاکرات از معاهده دومی خدمت کرد.